# Ransbytjärnen (Dalby socken, Värmland, 672759-136042)
Ransbytjärnen är en sjö i Torsby kommun i Värmland och ingår i Göta älvs huvudavrinningsområde. Sjön har en area på 0,227 kvadratkilometer och ligger 425 meter över havet.

## Delavrinningsområde
Ransbytjärnen ingår i det delavrinningsområde (672767-136288) som SMHI kallar för Utloppet av Bredsjön. Medelhöjden är 462 meter över havet och ytan är 31,98 kvadratkilometer. Det finns ett avrinningsområde uppströms, och räknas det in blir den ackumulerade arean 43,13 kvadratkilometer. Halgån som avvattnar avrinningsområdet har biflödesordning 2, vilket innebär att vattnet flödar genom totalt 2 vattendrag innan det når havet efter 423 kilometer. Avrinningsområdet består mestadels av skog (71 procent). Avrinningsområdet har 5,38 kvadratkilometer vattenytor vilket ger det en sjöprocent på 16,8 procent.